# Ordway
Pour les articles homonymes, voir Ordway (homonymie).
Ordway est une ville américaine, siège du comté de Crowley dans le Colorado.
La ville est nommée en l'honneur de George N. Ordway, un homme d'affaires local.

## Démographie
| 1900 | 1910 | 1920  | 1930  | 1940  | 1950  |
| ---- | ---- | ----- | ----- | ----- | ----- |
| 138  | 705  | 1 186 | 1 139 | 1 150 | 1 290 |

| 1960  | 1970  | 1980  | 1990  | 2000  | 2010  |
| ----- | ----- | ----- | ----- | ----- | ----- |
| 1 254 | 1 017 | 1 135 | 1 025 | 1 248 | 1 080 |

Selon le recensement de 2010, Ordway compte 1 080 habitants. La municipalité s'étend sur 0,77 milles carrés (1,99 km2).